# André Matsoua
André Grenard Matsoua (Matswa) (ur. 17 stycznia 1899, zm. 13 stycznia 1942), kongijski polityk.
W latach 1921–1929 i 1935-1940 przebywał we Francji (był żołnierzem armii francuskiej). W 1926 założył Amicale – stowarzyszenia imigracji z Francuskiej Afryki Równikowej. Jako krytyk kolonializmu siedział w więzieniu w latach 1930-1935 i od 1940 do śmierci z rozkazu kolonialnych władz Francji. Pośmiertnie uznany przez zwolenników za Mesjasza.